# كاترين سوليفان
كاترين سوليفان (بالإنجليزية: Catherine Sullivan)‏ هي فنانة أمريكية، ولدت في 1968 في لوس أنجلوس في الولايات المتحدة.